# Vauclerc
Vauclerc est une commune française, située dans le département de la Marne en région Grand Est.

## Géographie

### Localisation
Vauclerc se trouve au sud-est du département de la Marne, en région Grand Est. La commune appartient à la région agricole du Perthois.
La commune de Vauclerc s'étend sur une superficie de 609 hectares. Sur son territoire, l'altitude varie de 106 à 127 mètres.
Par la route, Vauclerc se situe à 38 km de Châlons-en-Champagne, préfecture de la Marne, à 6 km de Vitry-le-François, sous-préfecture, à 23 km de Saint-Dizier, principale ville de la Haute-Marne, et à 24 km de Sermaize-les-Bains, bureau centralisateur du canton de Sermaize-les-Bains dont dépend Vauclerc depuis 2015. La commune fait en outre partie du bassin de vie de Vitry-le-François.
Vauclerc est limitrophe de 4 communes :
|                      | Reims-la-Brûlée | Favresse  |
|                      | Vauclerc        |           |
| Luxémont-et-Villotte |                 | Écriennes |

### Hydrographie
La commune est dans la région hydrographique « la Seine de sa source au confluent de l'Oise (exclu) » au sein du bassin Seine-Normandie. Elle est drainée par le cours d'eau 01 de la Régale, le ruisseau des Regales et le ruisseau des Régales,.

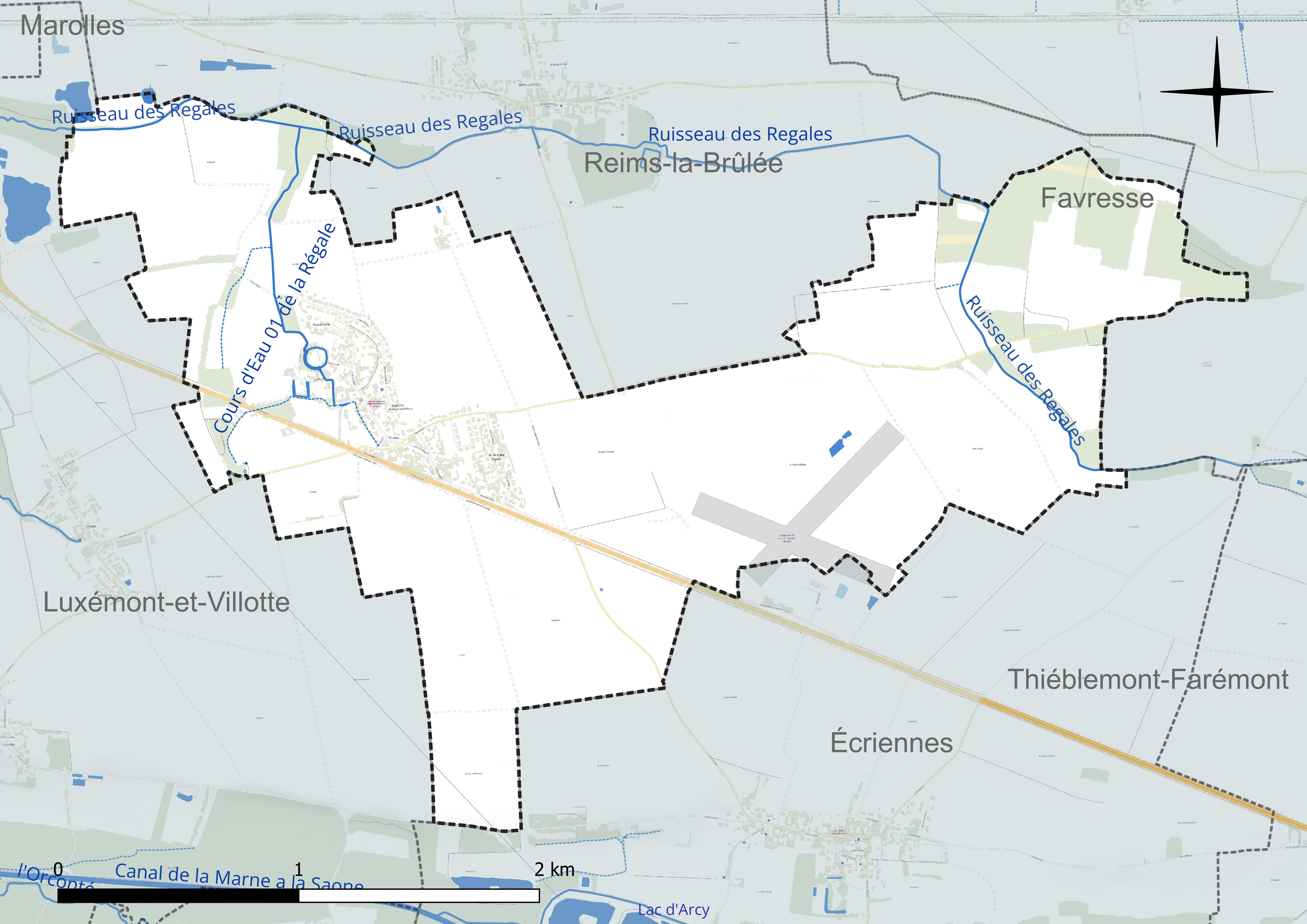
Réseau hydrographique de Vauclerc.

### Climat
Pour des articles plus généraux, voir Climat du Grand Est et Climat de la Marne.
En 2010, le climat de la commune est de type climat océanique dégradé des plaines du Centre et du Nord, selon une étude du Centre national de la recherche scientifique s'appuyant sur une série de données couvrant la période 1971-2000. En 2020, Météo-France publie une typologie des climats de la France métropolitaine dans laquelle la commune est exposée à un climat océanique altéré et est dans la région climatique  Nord-est du bassin Parisien, caractérisée par un ensoleillement médiocre, une pluviométrie moyenne régulièrement répartie au cours de l’année et un hiver froid (3 °C). 
Pour la période 1971-2000, la température annuelle moyenne est de 10,6 °C, avec une amplitude thermique annuelle de 16 °C. Le cumul annuel moyen de précipitations est de 765 mm, avec 12 jours de précipitations en janvier et 8,5 jours en juillet. Pour la période 1991-2020, la température moyenne annuelle observée sur la station météorologique de Météo-France la plus proche, « Frignicourt », sur la commune de Frignicourt à 5 km à vol d'oiseau, est de 11,5 °C et le cumul annuel moyen de précipitations est de 694,6 mm. 
La température maximale relevée sur cette station est de 41,7 °C, atteinte le 25 juillet 2019 ; la température minimale est de −22 °C, atteinte le 9 janvier 1985,,. 
Les paramètres climatiques de la commune ont été estimés pour le milieu du siècle (2041-2070) selon différents scénarios d'émission de gaz à effet de serre à partir des nouvelles projections climatiques de référence DRIAS-2020. Ils sont consultables sur un site dédié publié par Météo-France en novembre 2022.

## Urbanisme

### Typologie
Au 1er janvier 2024, Vauclerc est catégorisée commune rurale à habitat dispersé, selon la nouvelle grille communale de densité à sept niveaux définie par l'Insee en 2022.
Elle est située hors unité urbaine. Par ailleurs la commune fait partie de l'aire d'attraction de Vitry-le-François, dont elle est une commune de la couronne,. Cette aire, qui regroupe 73 communes, est catégorisée dans les aires de moins de 50 000 habitants,.

### Occupation des sols
L'occupation des sols de la commune, telle qu'elle ressort de la base de données européenne d’occupation biophysique des sols Corine Land Cover (CLC), est marquée par l'importance des territoires agricoles (85,7 % en 2018), en diminution par rapport à 1990 (90,6 %). La répartition détaillée en 2018 est la suivante : 
terres arables (83,7 %), zones urbanisées (5,1 %), forêts (4,7 %), zones industrielles ou commerciales et réseaux de communication (4,5 %), zones agricoles hétérogènes (2 %). L'évolution de l’occupation des sols de la commune et de ses infrastructures peut être observée sur les différentes représentations cartographiques du territoire : la carte de Cassini (XVIIIe siècle), la carte d'état-major (1820-1866) et les cartes ou photos aériennes de l'IGN pour la période actuelle (1950 à aujourd'hui).

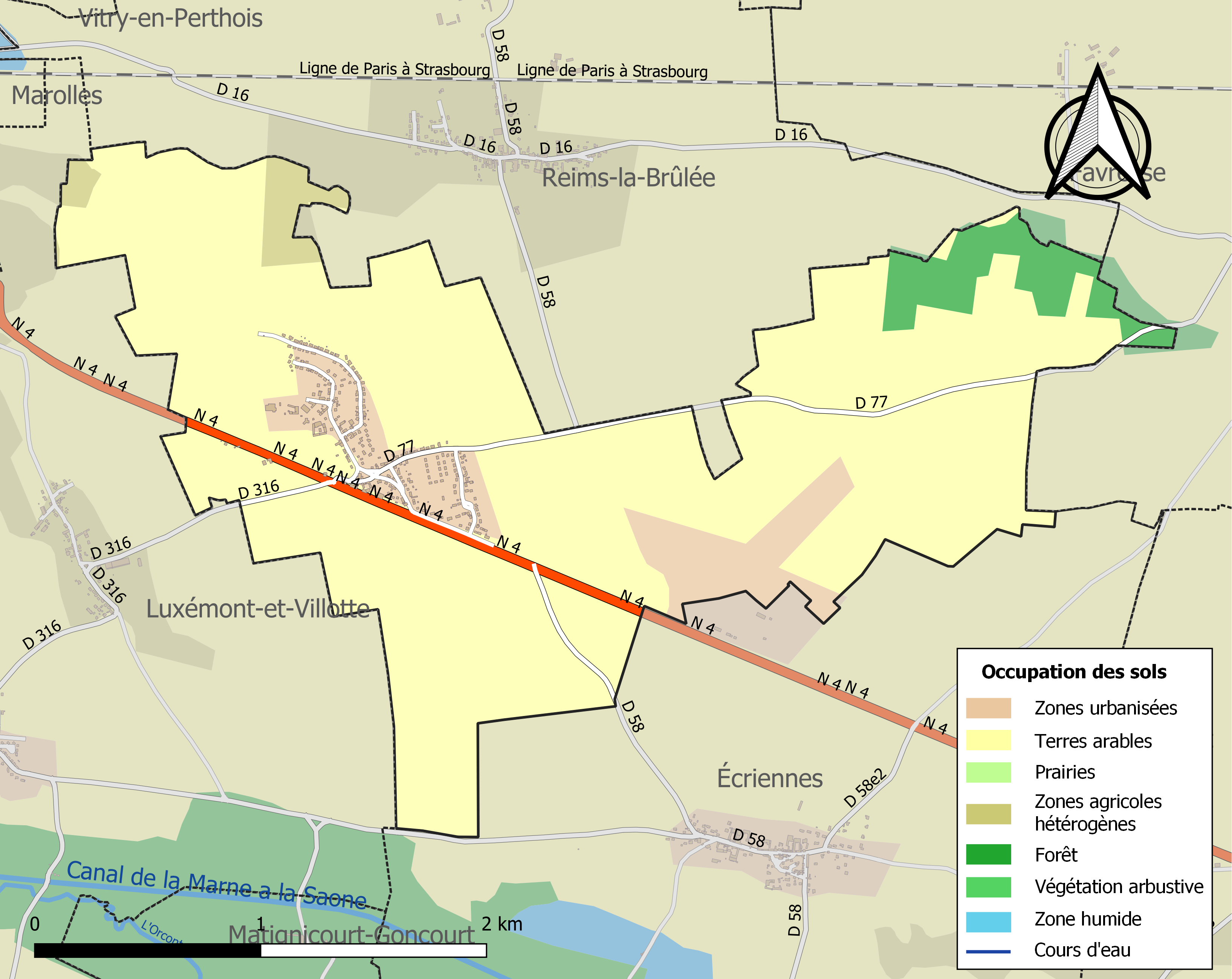
Carte des infrastructures et de l'occupation des sols de la commune en 2018 (CLC).

### Voies de communication et transports
La commune est traversée par la route nationale 4, entre Vitry-le-François et Saint-Dizier, qui passage au sud du village.
L'aérodrome de Vitry-le-François - Vauclerc se trouve à l'est de la commune.

## Toponymie
Le nom de la localité est attesté sous les formes Vallis Clara (1218) ; Valcler (vers 1222) ; Vauclerum (1238) ; Vaucleir (1381) ; Vauclers (1384) ; Waucler (1390) ; Vaucler-en-Partois (1449) ; Vaucler lez ledit Victry (1519) ; Vocler, Vaulclerc (1547) ; Vauclerc (1564) ; Vauclair (1587) ; Vauclere (1651) ; Vaucley (1688) ; Vauclef (1742).

De l'oïl vau « vallée » et de l'adjectif masculin cler « clair » (-c adventice), son nom fait référence au ru qui arrose le territoire de la commune.

## Politique et administration

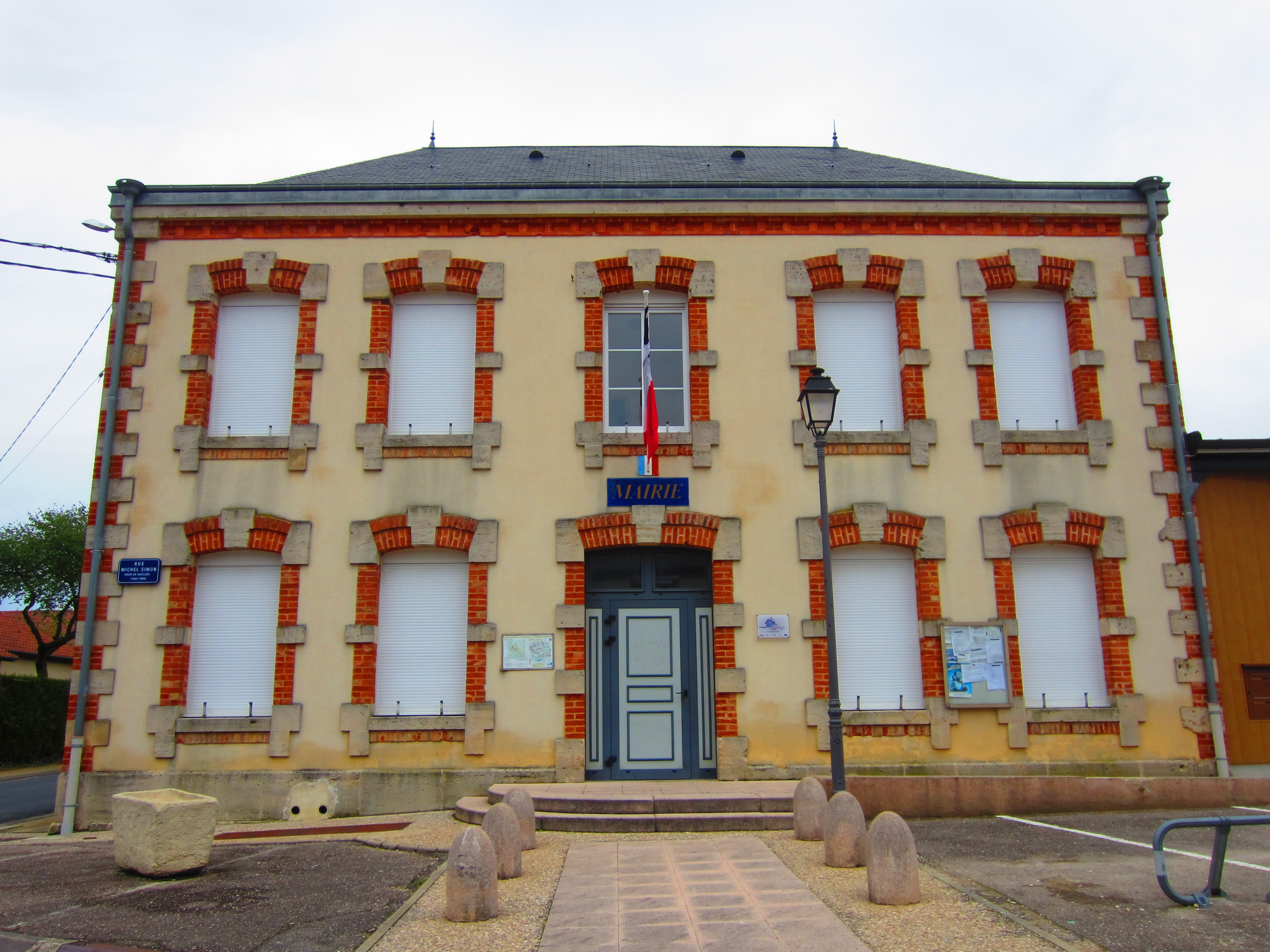
La mairie.

| Période                                  | Période    | Identité         | Étiquette | Qualité |
| ---------------------------------------- | ---------- | ---------------- | --------- | ------- |
| Les données manquantes sont à compléter. |            |                  |           |         |
| avant 1877                               | après 1879 | Mancez           |           |         |
| avant 1995                               | 1995       | Michel Simon     |           |         |
| sept. 1999                               | mars 2008  | Jean-Louis Ducat |           |         |
| mars 2008                                | mai 2020   | Christian Oblet  |           |         |
| mai 2020                                 | En cours   | Jean-Luc Guillot |           |         |

## Équipements et services publics

### Eau et déchets
Le service public des déchets est assuré par le Syndicat mixte du Sud-Est Marnais (SYMSEM), qui a mis en place une redevance incitative. La collecte des ordures ménagères résiduelles (en bacs noirs pucés ou en sacs rouges prépayés) et des emballages ménagers recyclables (en sacs jaunes) est réalisée en porte à porte. Le SYMSEM adhérant au syndicat de valorisation des ordures ménagères de la Marne (SYVALOM), ces déchets sont amenés en centre de transfert à Sainte-Menehould ou Vitry-en-Perthois, puis valorisés sur le site de La Veuve. La collecte du verre se fait en apport volontaire, avant transformation dans une usine de Reims. Pour les déchets volumineux ou dangereux, le SYMSEM met à disposition de ses habitants une plateforme de déchets verts et gravats, à Saint-Amand-sur-Fion, ainsi que 12 déchèteries, à Arrigny, Courtisols, Givry-en-Argonne, Mairy-sur-Marne, Pargny-sur-Saulx, Pogny, Sainte-Menehould, Thiéblemont-Farémont, Valmy, Vanault-les-Dames, Villers-en-Argonne et Ville-sur-Tourbe.

## Population et société

### Démographie
L'évolution du nombre d'habitants est connue à travers les recensements de la population effectués dans la commune depuis 1793. Pour les communes de moins de 10 000 habitants, une enquête de recensement portant sur toute la population est réalisée tous les cinq ans, les populations de référence des années intermédiaires étant quant à elles estimées par interpolation ou extrapolation. Pour la commune, le premier recensement exhaustif entrant dans le cadre du nouveau dispositif a été réalisé en 2006.

En 2022, la commune comptait 498 habitants, en évolution de −0,4 % par rapport à 2016 (Marne : −1,19 %, France hors Mayotte : +2,11 %).
| 1793 | 1800 | 1806 | 1821 | 1831 | 1836 | 1841 | 1846 | 1851 |
| ---- | ---- | ---- | ---- | ---- | ---- | ---- | ---- | ---- |
| 125  | 130  | 142  | 151  | 177  | 183  | 168  | 169  | 160  |

| 1856 | 1861 | 1866 | 1872 | 1876 | 1881 | 1886 | 1891 | 1896 |
| ---- | ---- | ---- | ---- | ---- | ---- | ---- | ---- | ---- |
| 159  | 161  | 172  | 160  | 147  | 134  | 139  | 133  | 116  |

| 1901 | 1906 | 1911 | 1921 | 1926 | 1931 | 1936 | 1946 | 1954 |
| ---- | ---- | ---- | ---- | ---- | ---- | ---- | ---- | ---- |
| 121  | 119  | 105  | 67   | 88   | 80   | 80   | 98   | 107  |

| 1962 | 1968 | 1975 | 1982 | 1990 | 1999 | 2006 | 2011 | 2016 |
| ---- | ---- | ---- | ---- | ---- | ---- | ---- | ---- | ---- |
| 196  | 185  | 214  | 339  | 511  | 455  | 452  | 509  | 500  |

| 2021 | 2022 | - | - | - | - | - | - | - |
| ---- | ---- | - | - | - | - | - | - | - |
| 494  | 498  | - | - | - | - | - | - | - |

## Culture locale et patrimoine

### Lieux et monuments
- L'église Saint-Louvent date du XVe siècle. Elle est classée monument historique depuis 1922[29]. Elle est rattachée à la paroisse Sainte Geneviève des Côtes de Champagne[30].
- La croix de Vauclerc, située sur la place, remonte au XVIIe siècle. Elle a été inscrite sur la liste des monuments historiques en 1927[31].

### Héraldique
| Blason de Vauclerc | Blason  | D'azur à un vol d'argent accompagné en pointe de deux clefs d'or posées, celle de dextre en bande et celle de senestre en barre, et en chef d'un épi de blé du même ; le tout surmonté d'une fasce d'argent côtoyée de deux doubles burelles potencées et contre potencées d'or.                    |
| Blason de Vauclerc | Détails | Les clefs posées en « V » font référence au nom de la commune, qui était jusqu'en 1742 Vauclef, le chef renvoie aux armes de la Champagne et du département de la Marne, l'épi de blé est pour la polyculture et enfin le vol sur fond bleu est pour l'aérodrome local. Adopté le 9 septembre 2020. |